# Tessitura
Na música, tessitura refere-se ao conjunto de notas usadas por um determinado instrumento musical, com a qualidade necessária à sua execução. No caso da voz humana, refere-se ao conjunto de notas que um cantor consegue articular sem esforço excessivo de modo que seja produzida com a qualidade necessária. A tessitura tem, portanto, uma abrangência menor que a extensão. Enquanto que a extensão representa todas as notas fisicamente realizáveis, a tessitura refere-se às notas mais frequentemente utilizáveis.
Em termos de grafia, a tessitura representa-se pelas notas mais grave e mais aguda ligadas por um hifen, com a indicação numérica da oitava a que pertencem. Exemplo: Dó2 – Dó4.
Por vezes, numa partitura para coro ou voz solista, indica-se a nota mais grave e a nota mais aguda das partes vocais, a que se dá o nome de âmbito.